# Johann Baptist von Arco
Johann Baptist von Arco (c. 1650 - 21 de marzo de 1715, Múnich) fue un diplomático y Generalfeldmarschall en el servicio del Electorado de Baviera durante la Gran Guerra Turca y la Guerra de Sucesión Española. No debe ser confundido con su contemporáneo Johann Philipp d'Arco, quien luchó en el otro bando (austríaco) en este último conflicto.

## Familia
Johann Baptist nació como hijo del Generalfeldzeugmeister Imperial (maestro general de artillería) Prosper, Graf von Arco y de su esposa Ursula Franzelina von Ketteler. En 1680, se casó con Ursula von Berndorff.

## Soldado
Para 1672 ingresó en el Ejército bávaro, pero solo tres años más tarde cambió al servicio Imperial con su padre, entonces en desgracia en la corte. En 1683, volvió de nuevo al servicio bávaro como coronel de un regimiento de coraceros. Ganó renombre militar mediante su servicio en 1683 en el Ejército Imperial-Polaco de relevo que luchó en la batalla de Viena, y en la recuperación de Belgrado en 1688. En 1696 fue nombrado Presidente del Hofkriegsrat (consejo de guerra) por el Elector Maximiliano II Emanuel de Baviera.
Al estallar la Guerra de Sucesión Española, fue rellamado al campo de batalla, y promovido a mariscal de campo en 1702. Mientras que el Elector buscaba mantener las tropas imperiales en el este de Baviera, d'Arco tomó el mando en Suabia para actuar en coordinación con los franceses. Enviado con un fuerte destacamento del ejército franco-bávaro a mantener la ciudad fortificada de Donauwörth, fue atacado por tropas aliadas a las órdenes de John Churchill, 1.º Duque de Marlborough y del Margrave Luis Guillermo de Baden-Baden. En la batalla de Schellenberg el 2 de julio de 1704, los Aliados tomaron la posición después de una serie de sangrientos asaltos, destruyendo virtualmente el ejército de d'Arco en la persecución de siguió. D'Arco se había separado de la mayoría de su mando durante la batalla, y sobrevivió para unirse al ejército principal franco-bávaro.
En la batalla de Blenheim, d'Arco, al mando de la caballería bávara, resistió valientemente los ataques del Príncipe Eugenio de Saboya, pero fue forzado a retirarse con los restos del ala izquierda después de que el ataque de Marlborough destrozara a los franceses por la derecha. Siguió al Elector de Baviera a los Países Bajos y tuvo otro mando de la caballería en la batalla de Ramillies el 23 de mayo de 1706. Después de la batalla, retornó a Baviera.

## Diplomático
El Conde d'Arco estuvo entre los más importantes bávaros que abogaron por una política pro-francesa, por esta razón, fue honorado con el título de Mariscal de Francia. Después fue enviado a varias misiones diplomáticas a Inglaterra. Murió en 1715 en Múnich.